# NGC 1110
NGC 1110 este o galaxie spirală situată în constelația Eridanul. A fost descoperită în 21 decembrie 1886 de către Francis Leavenworth. Se află la o distanță de 19,86 megaparseci de Pământ.